# ブラックマヨネーズのずぼりらじお
ブラックマヨネーズのずぼりらじおは朝日放送ラジオ（ABCラジオ）で2002年10月13日から2005年4月3日まで放送されていた、吉本興業所属のお笑いコンビブラックマヨネーズ（小杉竜一・吉田敬）のラジオ番組である。

## 番組概要
7月に放送された単発特番『ブラックマヨネーズのヘイヘイラジオ』が好評であったためレギュラー化。このラジオは、ブラックマヨネーズのM-1グランプリ優勝前の数少ないレギュラー番組であるため、彼らの根強いファンの多くはこの番組のリスナーである。
また彼ら自身にとっても、2人でじっくり顔を合わせる場であり、毎週それぞれのコーナーの宿題を抱えるだけでなく、他の番組出演の際などに「ずぼりの感じで行こう」というキーワードになるなど、初のレギュラー番組というだけではない位置づけとの思いを最終回で語った。
放送回数は129回。放送時間は日曜の23：30～24：30（2003年9月までは24：00～24：30）。最終回のみ生放送。

## フリートーク
基本的には、その週に2人が感じた事や、ハゲやブツブツをネタにトークを繰り広げている。また、下ネタもふんだんに取り入れ、一時期は吉田のキャバクラトークばかりの時もあった。リスナーは、このフリートークこそがブラマヨの真骨頂だと感じている。
過去のゲストに、ランディーズの中川貴志やフットボールアワーが出演している。

## コーナー
- 小杉式ダイエット…毎週リスナーから送られてくる個性的なダイエット法に、中太りの小杉がチャレンジする番組の看板コーナー。しかし、小杉がダイエット成功後もリバウンドを繰り返したため、「小杉式ダイエット」、「小杉式ダイエットDX」、「小杉式ダイエット スリー・タイムス・ブッタズ・フェイス（仏の顔も3度まで）：TTBF」と名を変え3度にわたって行われた。
- 小杉式ナイスガイ…小杉式ダイエット終了に伴い行われた、小杉がナイスガイになるためのコーナー。リスナーが提案する様々な試練に小杉がチャレンジし、小杉自身がMDに録音したミッション内容を聴き、スタッフ3人がナイスガイかバッドガイかを採点する。バッドガイと判定された場合、次週持ち越しになることも。最終回はなんばのロケット広場にてバラの花をリスナーから貰うというもので、約1,000人近いファンに囲まれコーナーが終了した。最終回にもかかわらず1人バッドガイの判定を下した番組構成作家の徳大寺からは、いつかずぼりらじおを復活させて真のナイスガイになれとの指令が。
- 吉田のずぼり党（後に「吉田のずぼり新党」）…架空の選挙に立候補するため、吉田党首がリスナーに向けての政見放送を発表し、リスナーも政策を発表するコーナー。交通ルールやマナーなど、日常的に起こるトラブルへの改善策として政策を提案。文中、提案前の枕詞として「ずぼり（ずばり）」と入れるのがお約束。政策が読まれると番組から党員バッジがもらえた。番組中、本来は「党員」と呼ぶべきところを、吉田党首が「信者」と言ってしまうことも多かった。
- 勝手にアンサーブラックマヨネーズ…雑誌の相談コーナーに寄せられた悩みに、吉田が勝手に答えるコーナー。先輩芸人の陣内智則のラジオにこのコーナーのパクリと思われるものを見つけたため、後に「元祖本家勝手にアンサーブラックマヨネーズ」となった。勝敗判定は吉田自らが行っており、ほとんどの場合は吉田の勝ち（良いアンサー）となる。しかし、先輩芸人には滅法弱く、冷や汗をかいて終わる事もかなりあると吉田自身も番組内でもらしている。番組開始当初から続けられたコーナーで、後半になると週刊プレイボーイに掲載されていた武田鉄矢の「バカチンたちに捧げるバラード」という人生相談の内容を毎週取り上げていた。
- ヘイヘイブラックマヨネーズ…テーマに沿ったあるあるネタを、リスナーと小杉が対決するコーナー。小杉のネタは、自身のギャグである「ヘイヘイオーライ」を語尾につけて披露。
- 熱闘伊藤園…伊藤園のお〜いお茶新俳句大賞に応募するコーナー。小杉の自作俳句と吉田が読むリスナーからの俳句とで勝負していた。「ファジー式判定システム」で選ばれた一句は、小杉の作品の場合は本名で、リスナーの作品は「図堀小吉」の名前で投稿された。
- ブラマヨ代理裁判所…小杉と吉田が様々な時事問題について、くじ引きで検事と弁護士に分かれて議論するコーナー。「土用の丑の日前日にうなぎ弁当を万引きした男」や「コンサートで女子高生姿に扮装した50歳の松任谷由実」、「14歳の生徒と関係を持った女教師」などを取り上げた。全89戦中、小杉46勝、吉田41勝、1引き分け、1無効試合。

## 特番
聴取率調査週間である14Daysに、通常放送に加えてサンデーミッドナイトスペシャル(日曜26:45～28:35)で特番を行った。生放送。
- ブラックマヨネーズのずぼりらじお スペシャル 2002年12月8日
- ブラックマヨネーズのずぼりらじお ～ヘイヘイスペシャル～ 2003年12月21日
- ブラックマヨネーズのずぼりらじお ～朝まで聴けば10万円 生スペシャル～ 2004年6月27日
- ブラックマヨネーズのずぼりらじお ～生放送で10万円プレゼント 太っ腹スペシャル～ 2004年12月12日

## 復活
2005年6月26日26:30～28:30に、MBSラジオで特番「ぶらまらじお」として1日だけ復活した。
| ABCラジオ 日曜23:30枠（2003年10月～） | ABCラジオ 日曜23:30枠（2003年10月～） | ABCラジオ 日曜23:30枠（2003年10月～） |
| 前番組                                | 番組名                                | 次番組                                |
| ------------------------------------- | ------------------------------------- | ------------------------------------- |
| ダンス☆マンのアフロマニア             | ブラックマヨネーズのずぼりらじお      | Earth Dreaming～ガラスの地球を救え!   |

| ABCラジオ 日曜24:00枠（2002年10月～）                                      | ABCラジオ 日曜24:00枠（2002年10月～） | ABCラジオ 日曜24:00枠（2002年10月～） |
| 前番組                                                                     | 番組名                                | 次番組                                |
| -------------------------------------------------------------------------- | ------------------------------------- | ------------------------------------- |
| 24:00- ABC朝日ニュース、ABC天気予報 24:05- ジャニーズjr.の真夜中の少年たち | ブラックマヨネーズのずぼりらじお      | 村上信五の週刊!関ジャニ通信           |